# Брунейско-вьетнамские отношения
Брунейско-вьетнамские отношения — двусторонние дипломатические отношения между Брунеем и Вьетнамом, установленные в 1992 году. В 2010 году экспорт из Вьетнама в Бруней составил 14,3 млн долларов, а поставки из Брунея во Вьетнам составили 10,1 млн долларов.

## История
Дипломатические отношения были установлены в 1992 году. В 2008 году Нгуен Тан Зунг был в Брунее с официальным визитом. В 2013 году Нгуен Тан Зунг побывал в Брунее. В 2019 году султан Брунея Хассанал Болкиах посетил Вьетнам.

## Экономические отношения
Двусторонняя торговля была небольшой: в 2010 году экспорт из Вьетнама в Бруней составил 14,3 млн долларов, а поставки из Брунея во Вьетнам составили 10,1 млн долларов. На 2007 год брунейские инвестиции во Вьетнам составили 126 млн долларов.